# Ángel Casimiro de Govantes
Ángel Casimiro de Govantes y Fernández-Angulo (Foncea, 3 de marzo de 1783-Madrid, 27 de abril de 1852) fue un magistrado del Tribunal Supremo de Justicia. Desde 1845 fue Académico Numerario de la Real Academia de la Historia y tesorero de la misma desde el 28 de noviembre de 1847 hasta el 26 de noviembre de 1848. Realizó estudios de geografía hispanorromana y geografía de La Rioja.

## Libros

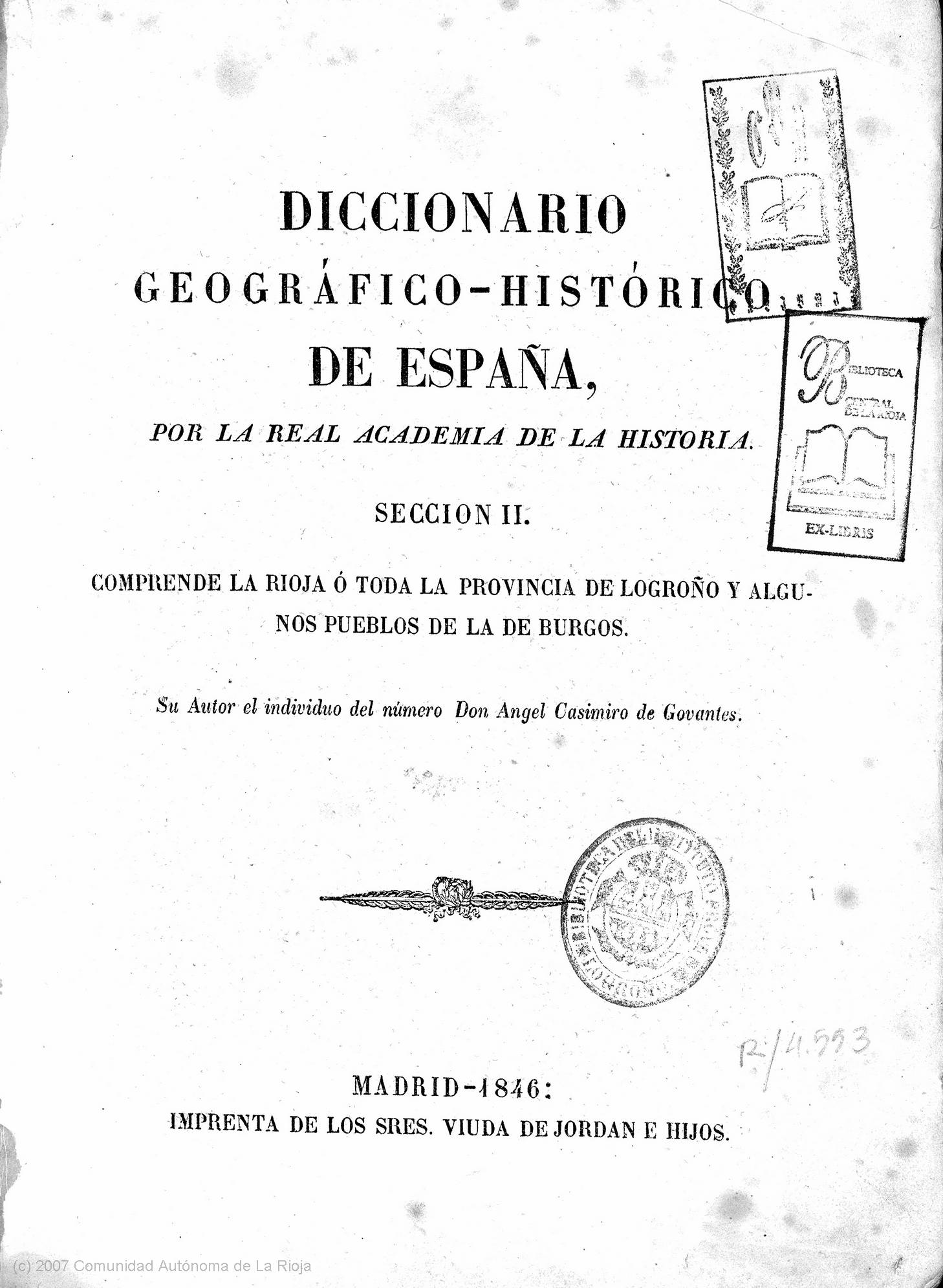
Portada del Diccionario geográfico-histórico de España. Sección II: Comprende La Rioja o toda la provincia de Logroño por Ángel Casimiro de Govantes (1846)

- Portada del Diccionario geográfico-histórico de España. Sección II: Comprende La Rioja o toda la provincia de Logroño por Ángel Casimiro de Govantes (1846)Govantes, Ángel Casimiro (1846). «Sección II. Comprende La Rioja o Toda la Provincia de Logroño y algunos pueblos de la de Burgos.».  En Real Academia de la Historia, ed. Diccionario geográfico-estadístico-histórico de España y sus posesiones de Ultramar (1846 edición). Madrid: Imprenta de los Sres. Viuda de Jordan e Hijos. p. 348. ISBN 84-505-3985-4.

### Disertaciones
- Disertación que contra el nuevo sistema establecido por el Abate Masdeu en la cronología de los ocho primeros reyes de Asturias; y en defensa de la cronología de los dos cronicones de Sebastián y de Albelda presenta.(publicado en 1886)
- Disertación, que acerca de las antiguas mansiones romanas Atiliana y Barbariana, que en el itinerario de Antonio Augusto seguían a Virovesca en dirección de Poniente a Oriente, o de Astorga a Zaragoza. (Madrid, 28 de mayo de 1841)
- Disertación, que sobre la localidad de las cuatro mansiones romanas, que en el camino de España a la Aquitania por Pamplona seguían a Virovesca, hoy Briviesca, según el itinerario de Antonio Augusto Vindeleia, en Tolomeo Vendelia (Foncea); Deóbriga (Briñas), en el Revenate Sobobriga; ambas de los Autrigones; Beleia en el Ravenate Velevia; y Suisatio en Tolomeo Suestatium de los Caristos. (Madrid, 28 de mayo de 1841)
- Disertación sobre la situación de la antigua ciudad Contrebia Leucade. (Madrid, 22 de octubre de 1841)